# Хлебоутки
Хлебоутки (англ. Breadwinners) — американский мультсериал, созданный Гэри Дудлезом и Стивом Борстом для Nickelodeon.
Сериал изначально задумывался как короткометражный анимационный фильм из квартиры Дудлеза в Студио-Сити, Лос-Анджелес вместе с Борстом. Эти двое ранее встречались в Бербанке (штат Калифорния) во время работы над мультсериалом «Псих» в 2013 году. Первоначально это был одноразовый короткометражный фильм «Breadwinners» премьера состоялась на фестивале короткометражных фильмов, проходившем в баре в Нью-Йорке, а затем была подключена к сети, где с ними связались, и шоу превратилось в полноценный сериал.
Премьера сериала состоялась 17 февраля 2014 года. После того, как сериал был отменен в 2016 году, сериал продолжал показывать повторы на Nicktoons до 3 декабря 2020 года. Сериал рассказывает о двух антропоморфных нелетающих зеленых близнецах-утках по имени Шлёп-Шлёп и Быдыщ (Шлёп-Шлёпа озвучивал Робби Дэймонд, Быдыща озвучил Эрик Бауза).

## Создание
Рождение идеи мультсериала «Хлебоутки» стало кульминацией многолетней дружбы и сотрудничества между Стивом Борстом и Гэри Дудлезом, которые познакомились во время работы над мультипликационным фильмом Warner Bros. Animation. Ещё в 2011 году Гэри Дудлез показывал Борсту свои наброски. Стива заинтересовал набросок двух уток, подбрасывающих хлеб в воздух. Он написал сюжет для короткометражного фильма продолжительностью четыре с половиной минуты, а Гэри воплотил его анимационную часть в жизнь всего за два месяца. «Стив писатель, я художник — мы две половинки одного мозга», — утверждал Гэри Дудлез.
По словам Дудлеза, его интерес к хлебу обусловлен корнями — он вырос в итальянско-американской семье, где хлеб был основной едой. «Хлебоутки» дебютировали на фестивале короткометражных фильмов Midsummer Night Toons в Нью-Йорке. Создатели мультфильма рассказывали, что они просто хотели развлечь коллег. Короткометражка была размещена на YouTube, где также имела успех. Вскоре с Борстом и Дудлезом связались представители канала Nickelodeon, которые предложили сотрудничество. Дудлез вспоминает, что он не мог поверить в удачу, и даже принял письмо от Nickelodeon за спам.
Создатели мультсериала работали с 2D-анимацией и использовали цифровые инструменты. По словам Дудлеза, яркая эстетика «Хлебоуток» вдохновлена видеоиграми начала 1990-х годов. В феврале 2014 года мультсериал появился на экранах.

## Персонажи

### Главные герои
- ШлёпШлёп — лидер команды Хлебоуток. Должность Хлебоутки ему досталась по наследству от родителей. Является водителем в ракетном грузовике. Его супер удары Тусо-Мощь (англ. Party Punch) и Кедо-Бой (англ. Shoe Attack). Носит голубую кепку, которая досталась ему от отца. Ради доставки хлеба он готов на всё. Его семейный девиз: «Хлеб надо доставить, без хлеба беда, и мы не сдаёмся вообще никогда!». Не любит неудовлетворённых клиентов, поэтому сделает всё, что угодно, чтобы клиент был доволен. Имеет аллергию на пчёл. Безумно влюблён в Дженни Кряклз (англ. Jenny Quackles).

- Быдыщ фон Дыщ Берсукович I — второй водитель в команде Хлебоуток. Очень низкий, поэтому работает штурманом в команде Хлебоуток. Лучший друг Шлёп-Шлёпа. Слегка глуповат, однако может похвастаться своей активностью. Его супер удары Булко-Дыщ (англ. Booty Kick), Пузо-Бой (англ. Six Pack Punch) и Яйцевзрыв. Имеет аллергию на гусиный пух. Носит красную кепку, которая досталась ему от матери Шлёп-Шлёпа. Для друзей он просто Быдыщ. У него очень мощный и сильный зад. Не может самостоятельно выйти из уровня Утки-Робинзона. У него есть большой аппетит к хлебу.

### Второстепенные персонажи
- Желейка — лягушка, питомец Шлёп-Шлёпа и Быдыща. Всегда хочет, чтобы её хозяева поиграли с ней. Любит лизать попу. Как и Хлебоутки, тоже может делать «Подъём уровня». Удары: Пук-Атака и Пуко-Мощь. Желейка любит желе, из-за этого и получила имя.

- Хлебопечник — хозяин Хлебошахт, супергерой и изготовитель самого вкусного хлеба. Очень сильный и крутой. Дал Хлебоуткам тостер, чтобы они смогли его вызывать. При исчезновении превращается в кучу обыкновенного хлеба. Его главные поклонники — Шлёп-Шлёп и Быдыщ, а также Ти-Миди. Брат Санты Клауса. Ещё с детства дерётся с Лавокротом в хлебошахтах, где Шлёп-Шлёп и Быдыщ добывают хлеб.
- Лавокрот — крот, который обитает в хлебошахтах. Враждебен к Хлебоуткам, часто нападает на них. В боях с Хлебопечником всегда ему проигрывает, но один раз всё таки побеждает его при помощи Хлебоуток. Есть семья, которая обитает вместе с его собратьями глубоко под хлебными шахтами. Есть подруга по имени Беби, в которую он влюблён.

- Кетта — лебедь. Всегда передвигается на роликах, так как никогда не моет свои ноги, из-за чего они у неё очень грязные. Владеет мастерской. Помогает Хлебоуткам и чинит их вещи, если они были сломаны. Умеет чинить вещи за 5 секунд, а также создавать их.
- Ти-Миди — сова. Клиент № 1 у Хлебоуток и у родителей Шлёп-Шлёпа. Очень богатый. Любит Хлебоуток за их хлеб и недолюбливает за их глупость. Иногда он их даже презирает. Во всем любит порядок и чистоту. Не любит опоздания с доставкой хлеба. Его полное имя — Талониус Миди, а «Ти-Миди» — это имя придуманное Шлёп-Шлёпом, позже узнанное Быдыщем. Влюблён в миссис Фурфол. В детстве был актёром в телесериале «Талони Балони».
- Офицер Рамбамбу — жёлтая жаба. Шеф Кряполиции. Часто выписывает штрафы уткам водителям, если они нарушают правила. Особенно часто выписывает штрафы Хлебоуткам, которые однажды совершили 701 нарушение. Также она учит уток в школе вождения быть водителями. На вид она всегда очень опрятна и следит за собой, но как оказалось в серии «Микро-утки» у неё в волосах вши, а в ушах очень много серы.
- Великий Унский — бобр-викинг. Сын Унского Большого и внук Унского Так-Себе. Также он правнук Унского Про-Которого-Вообще-Нечего-Сказать. Силён, крепок и ловок, но не очень умён, и не образован, порой яростен. Говорит о себе в третьем лице. Его девиз: «Жрать, бить, красть!». Имеет свой дирижабль, в котором держит ограбленную добычу, а также небольшой отряд уток-викингов. Ходит с булавой и дерется часто с Хлебоутками, хотя иногда дружит с ними за большие услуги.
- Мистер Качала — аист. Владеет рестораном. Очень жадный и всегда во всем ищет деньги. Его любимая фраза: «Бац и вкусно!».
- Зуна и Ронни — пиццаутки.

## Список эпизодов
| Сезон | Серии | Серии | Даты показа     | Даты показа      | Даты показа |
| Сезон | Серии | Серии | Первая серия    | Последняя серия  | Канал       |
| ----- | ----- | ----- | --------------- | ---------------- | ----------- |
| Пилот | Пилот | Пилот | 22 августа 2012 | 22 августа 2012  | YouTube     |
| 1     | 20    | 20    | 17 февраля 2014 | 26 апреля 2015   | Nickelodeon |
| 2     | 20    | 9     | 5 апреля 2015   | 11 декабря 2015  | Nickelodeon |
| 2     | 20    | 11    | 18 апреля 2016  | 12 сентября 2016 | Nicktoons   |

### Пилотная серия (2012)
| № общий                                                  | № в сезоне | Название                   | Режиссёр                              | Автор сценария                        | Storyboarded by | Дата премьеры            | Произв. код | Зрители US (млн) |
| -------------------------------------------------------- | ---------- | -------------------------- | ------------------------------------- | ------------------------------------- | --------------- | ------------------------ | ----------- | ---------------- |
| 0                                                        | 0          | «Хлебоутки» «Breadwinners» | Гэри "Дудлез" ДиРаффаэль и Стив Борст | Гэри "Дудлез" ДиРаффаэль и Стив Борст | TBA             | 22 августа 2012 (Online) | 000         | N/A              |
| Шлёп-Шлёп хочет научить Быдыща водить Ракетный грузовик. |            |                            |                                       |                                       |                 |                          |             |                  |

### Первый сезон (2014—2015)
| № общий | № в сезоне | Название                                            | Режиссёр                        | Автор сценария                                                                        | Раскадровка                                                                              | Премьера в США   | Произв. код | Зрители US (млн) |
| --- | ---------- | --------------------------------------------------- | ------------------------------- | ------------------------------------------------------------------------------------- | ---------------------------------------------------------------------------------------- | ---------------- | ----------- | ---------------- |
| 1a | 1a         | «Бандитский батон» «Thug Loaf»                      | Гэри Дудлез                     | Стив Борст и Гэри Дудлез                                                              | Кейси Бурк Леонард                                                                       | 17 февраля 2014  | 101         | 2.8              |
| У Хлебоуток закончились заказы, но вдруг им приходит заказ на дюжину буханок в Левое Нижнее Тестово. Хлебоутки доставляют хлеб и вдруг вспоминают, что оставили ключи в грузовике. Сумеют ли они выжить в самом ужасном районе Уткограда? |            |                                                     |                                 |                                                                                       |                                                                                          |                  |             |                  |
| 1b | 1b         | «Мой и только мой» «Mine All Mine»                  | Крис Мартин                     | Стив Борст                                                                            | Адриэль Гарсия, Кен Макинтайр и Брайан Моранте                                           | 17 февраля 2014  | 101         | 2.8              |
| Хлебоутки встречают Хлебопечника и тот дает им тостер, чтобы они смогли вызывать его в экстренных ситуациях. Однако, Хлебоутки начинают его вызывать постоянно и Хлебопечник говорит, что если они еще раз его вызовут без крайнего случая, то он отберёт у них тостер. Однако, Лавакрот хочет убить Хлебоуток и когда они звонят Хлебопечнику, то он всё же спасает их от Лавакрота. |            |                                                     |                                 |                                                                                       |                                                                                          |                  |             |                  |
| 2a | 2a         | «Вонь изо рта» «Stank Breath»                       | Дэйв Стоун                      | Майк Янг                                                                              | Джереми Бернштейн, Мелоди Иза и ЭмДжей Сандхи                                            | 22 февраля 2014  | 102         | 2.7              |
| Быдыщ съел «Вонючий хлеб» и теперь у него воняет изо рта. Из-за этой вони, хлебоутки начали терять клиентов, а Рамбамбу говорит им, что если они не избавятся от вони, то больше не смогут управлять Ракетным грузовиком. |            |                                                     |                                 |                                                                                       |                                                                                          |                  |             |                  |
| 2b | 2b         | «Лягушачий день» «Frog Day Afternoon»               | Кейси Бурк Леонард              | Стив Борст                                                                            | Джим Мортенсен, Брайан Ньютон и Майк Нордстром                                           | 22 февраля 2014  | 102         | 2.7              |
| Хлебоутки нашли яйцо монстра и хотят его спрятать, но Желейка приносит яйцо обратно. Всё же Шлёп-Шлёп и Быдыщ решают оставить яйцо, но тут приходит большая, злая Мама Монстр! |            |                                                     |                                 |                                                                                       |                                                                                          |                  |             |                  |
| 3a | 3a         | «Работник месяца» «Employee of the Month»           | Крис Мартин                     | Стив Борст, Гэри Дудлез и Дэни Михаэли                                                | Джим Мортенсен, Брайан Ньютон и Майк Нордстром                                           | 1 марта 2014     | 103         | 2.4              |
| Шлёп-Шлёп сделал Ракетный грузовик работником месяца и Быдыщ безуспешно пытается доказать, что он лучше грузовика и ему это удаётся. |            |                                                     |                                 |                                                                                       |                                                                                          |                  |             |                  |
| 3b | 3b         | «Дружная лень» «Brocrastination»                    | Кейси Бурк Леонард              | Сюжет: Росс Карни и Рон Корчиллио Сценарий: Стив Борст                                | Джим Мортенсен, Брайан Ньютон и Майк Нордстром                                           | 1 марта 2014     | 103         | 2.4              |
| Шлёп-Шлёп и Быдыщ хотят поесть хлеба, но у них очень грязная посуда. Куча посуды такая большая, что даже посудомоечная машина отказалась работать, уволилась и сбежала. Сами Хлебоутки не хотят мыть посуду, придумывая оправдания этому, но вдруг из посуды вылезает сгусток микробов. |            |                                                     |                                 |                                                                                       |                                                                                          |                  |             |                  |
| 4a | 4a         | «Ракетные неприятности» «Rocket Trouble»            | Дэйв Стоун                      | Росс Карни и Рон Корчиллио                                                            | Джереми Бернштейн, Мелоди Иза и ЭмДжей Сандхи                                            | 8 марта 2014     | 104         | 2.3              |
| Хлебоутки хотят побить рекорд по доставкам и обращаются за помощью к Кетте, которая создает клонов. Однако, клоны начинают вести себя странно. |            |                                                     |                                 |                                                                                       |                                                                                          |                  |             |                  |
| 4b | 4b         | «Храбрецы и плесень» «The Brave and the Mold»       | Кейси Бурк Леонард              | Бен Грубер                                                                            | Джим Мортенсен, Брайан Ньютон и Майк Нордстром                                           | 8 марта 2014     | 104         | 2.3              |
| Весь хлеб в хлебошахтах покрылся вечной плесенью, которую невозможно уничтожить. Хлебопечник говорит Шлёп-Шлёпу и Быдыщу, что можно избавиться от плесени с помощью изумрудной буханки. Но Шлёп-Шлеп никак не может вытащить её из стены и начинает сходить с ума. |            |                                                     |                                 |                                                                                       |                                                                                          |                  |             |                  |
| 5a | 5a         | «Потерянные в пруду» «Lost at Pond»                 | Дэйв Стоун                      | Дерек Дресслер                                                                        | Джереми Бернштейн, Мелоди Иза и ЭмДжей Сандхи                                            | 15 марта 2014    | 105         | 2.8              |
| Хлебоутки потерялись в огромном пруду и становятся Утками-Робинзонами. Мимо Хлебоуток проплывает круизный лайнер. Однако, Быдыщ все никак не может выйти из состояния Утки-Робинзона. |            |                                                     |                                 |                                                                                       |                                                                                          |                  |             |                  |
| 5b | 5b         | «Убийственный уход» «From Bad to Nurse»             | Крис Мартин                     | Томас Краевский                                                                       | Адриэль Гарсия, Кен Макинтайр, Брайан Моранте и Мигель Пуга                              | 15 марта 2014    | 105         | 2.8              |
| Ти-Миди пострадал из-за Хлебоуток и теперь те пытаются искупить свою вину, но Ти-Миди отказывается быть их клиентом. |            |                                                     |                                 |                                                                                       |                                                                                          |                  |             |                  |
| 6a | 6a         | «Любовная буханка» «Love Loaf»                      | Кен МакИнтайр                   | Рик Гроэль                                                                            | Джим Мортенсен, Брайан Ньютон и Майк Нордстром                                           | 22 марта 2014    | 106         | 2.2              |
| Шлёп-Шлёп влюблен в Дженни Кряклз и хочет подарить ей «Любовную буханку». Однако, Хлебопечник предупреждает, что после поедания этой буханки, могут произойти странные вещи. |            |                                                     |                                 |                                                                                       |                                                                                          |                  |             |                  |
| 6b | 6b         | «Ужасный день на пляже» «Beach Day of Horror»       | Крис Мартин                     | Стив Борст, Росс Карни и Рон Корчиллио                                                | Адриэль Гарсия, Брайан Моранте и Мигель Пуга                                             | 22 марта 2014    | 106         | 2.2              |
| Хлебоутки отдыхают на пляже. Однако, в воде плавает Монстр, который не может вылезти на пляж, из-за того, что пляжный песок очень горячий, поэтому он пытается заманить Быдыща в воду. |            |                                                     |                                 |                                                                                       |                                                                                          |                  |             |                  |
| 7a | 7a         | «Страсти по Грунечке» «Quazy for Vanessa»           | Кен МакИнтайр                   | Бен Грубер, Стив Борст, Гэри Дудлез                                                   | Мелоди Иза, Джим Мортенсон и Майк Нордстром                                              | 31 мая 2014      | 106         | 1.9              |
| Хлебоуткам нужно замаскировать грузовик, чтобы Великий Унский его не заметил. Однако Унский принял грузовик за женщину и пытается добиться её руки и сердца. |            |                                                     |                                 |                                                                                       |                                                                                          |                  |             |                  |
| 7b | 7b         | «Тоннель страха» «Tunnel of Fear»                   | Дэйв Стоун                      | Бен Грубер, Стив Борст и Гэри Дудлез                                                  | Джереми Бернштейн, Мелоди Иза, Роб Лилли и ЭмДжей Сандхи                                 | 31 мая 2014      | 106         | 1.9              |
| Желейка пошла в туннель страха. Хлебоутки хотят спасти её несмотря на то, что в этом туннеле еще никто не выживал. Им нужно пережить свои самые страшные страхи… |            |                                                     |                                 |                                                                                       |                                                                                          |                  |             |                  |
| 8a | 8a         | «Школа вождения» «Driver’s Breaducation»            | Крис Мартин                     | Росс Карни и Рон Корчиллио                                                            | Адриэль Гарсия, Брайан Моранте и Мигель Пуга                                             | 7 июня 2014      | 108         | 2.0              |
| Рамбамбу отобрала водительские права у Хлебоуток, потому что они совершили 701 нарушение. Им нужно окончить школу вождения, но они спали на всех занятиях курса. |            |                                                     |                                 |                                                                                       |                                                                                          |                  |             |                  |
| 8b | 8b         | «Хлебойцовский клуб» «Food Fight Club»              | Дэйв Стоун                      | Рик Гроэль, Стив Борст, Гэри Дудлез                                                   | Джереми Бернштейн, Роб Лилли и ЭмДжей Сандхи                                             | 22 марта 2014    | 108         | 2.0              |
| Бандиты украли хлеб у Хлебоуток. Хлебоутки хотят проследить за ними и попадают в Хлебойцовский клуб и Ти-Миди, хозяин этого клуба, заявляет им, что если они хотят уйти из клуба целыми и невредимыми, то им нужно сразиться друг с другом. |            |                                                     |                                 |                                                                                       |                                                                                          |                  |             |                  |
| 9a | 9a         | «Утиный обед» «Diner Ducks»                         | Кен МакИнтайр                   | Стив Борст                                                                            | Мелоди Иза, Джим Мортенсон и Майк Нордстром                                              | 14 июня 2014     | 109         | N/A              |
| Хлебоутки хотят пообедать в ресторане «Качала». Однако, у них нет денег и мистер Качала говорит им, чтобы тогда им придется отработать оплату обеда, работая на него в ресторане. |            |                                                     |                                 |                                                                                       |                                                                                          |                  |             |                  |
| 9b | 9b         | «Переключение» «Switcheroo»                         | Крис Мартин и Кен МакИнтайр     | Стив Борст                                                                            | Адриэль Гарсия, Брайан Моранте и Мигель Пуга                                             | 14 июня 2014     | 109         | N/A              |
| Хлебоутки съели очень редкий «Переключальный хлеб», и из-за него Шлёп-Шлёп стал Быдыщем, а Быдыщ Шлёп-Шлёпом. Хлебопечник говорит, что нужно съесть еще одну буханку этого хлеба, которая есть только у Ти-Миди. |            |                                                     |                                 |                                                                                       |                                                                                          |                  |             |                  |
| 10a | 10a        | «Прикрятно познакомиться» «Introducktions»          | Кен МакИнтайр                   | Джин Грилло                                                                           | Мелоди Иза, Джим Мортенсон и Майк Нордстром                                              | 20 сентября 2014 | 109         | 2.0              |
| Ти-Миди отказывается принимать награду Хлебоуток из-за того, что они испортили портрет его мамы. Хлебоутки решают познакомить Ти-Миди с Хлебопечником. Однако, вот беда — Хлебопечника не оказалось дома! |            |                                                     |                                 |                                                                                       |                                                                                          |                  |             |                  |
| 10b | 10b        | «Дурацкая ссора» «Fowl Feud»                        | Крис Мартин                     | Билл Моц и Боб Рот                                                                    | Адриэль Гарсия, Пез Хофман и Брайан Моранте                                              | 20 сентября 2014 | 109         | 2.0              |
| Быдыщ случайно сломал щётку для клюва Шлёп-Шлёпа, а Шлёп-Шлёп рыхлитель для перьев Быдыща. В итоге они поссорились. Быдыщ просит у Кетты новый микро-грузовик, а у Шлёп-Шлёпа остался Ракетный грузовик. В итоге они понимают, что не могут работать поодиночке. |            |                                                     |                                 |                                                                                       |                                                                                          |                  |             |                  |
| 11a | 11a        | «Сумасшедшая хватайка» «Insane in the Crane Game»   | Дэйв Стоун                      | Кевин Махер и Стив Борст                                                              | Джереми Бернштейн, Роб Лилли и Эмджей Сандхи                                             | 27 сентября 2014 | 110         | 1.7              |
| Хлебоутки потратили все деньги на игру с краном в автомате. И Быдыщ решает залезть внутрь автомата за игрушкой, однако, застревает внутри. Приходит Унский, который вытаскивает Быдыща из автомата. |            |                                                     |                                 |                                                                                       |                                                                                          |                  |             |                  |
| 11b | 11b        | «Озверевший Быдыщ» «Buhdeuce Goes Berserks»         | Кен МакИнтайр                   | Бил Моц и Боб Рот                                                                     | Мелоди Иза, Джим Мортенсон и Майк Нордстром                                              | 27 сентября 2014 | 110         | 1.7              |
| Быдыщу сделали очень плохую стрижку, он от этого вдруг озверел и стал огромным, а Шлёп-Шлёп безуспешно пытается успокоить Быдыща. |            |                                                     |                                 |                                                                                       |                                                                                          |                  |             |                  |
| 12a | 12a        | «Батоня» «Lil' Loafie»                              | Кен МакИнтайр                   | Брэйди Клостерман                                                                     | Эндрю Дикман, Мелоди Иза и Майк Нордстром                                                | 4 октября 2014   | 115         | 1.5              |
| Батон по имени Батоня спас город от монстра и теперь у него много фанатов. После этого к Хлебоуткам приходит Ти-Миди и забирает у них Батоню, заявляя, что имеет на это право. |            |                                                     |                                 |                                                                                       |                                                                                          |                  |             |                  |
| 12b | 12b        | «Унский Великодушный» «Oonski the Grateful»         | Брайан Моранте                  | Джин Грилло                                                                           | Адриэль Гарсия, Пез Хофман и Райан Хэтэм                                                 | 4 октября 2014   | 115         | 1.5              |
| Хлебоутки спасли Унского от Облачного Монстра. И теперь Унский их слуга на всю жизнь. Однако, Унский начинает портить им бизнес и разрушает их дом. Тогда Хлебоутки идут к монстру, чтобы тот их съел, а Унский спасает Хлебоуток от монстра. |            |                                                     |                                 |                                                                                       |                                                                                          |                  |             |                  |
| 13a | 13a        | «Миди-динамити» «TNT-Midi»                          | Кейси Бурк Леонард              | Джин Грилло                                                                           | Адриэль Гарсия, Пеэ Хофман и Брайан Моранте                                              | 11 октября 2014  | 111         | 2.0              |
| У Ти-Миди вечеринка. Однако, Хлебоутки перепутали заказы и доставили вместо Салатно-Улиточного, взрывоопасный «Остродинамитный хлеб». Хлебоуткам нужно будет предупредить об опасности этого хлеба всех на вечеринке, но их не пускают на неё. |            |                                                     |                                 |                                                                                       |                                                                                          |                  |             |                  |
| 13b | 13b        | «Полтергусь» «Poltergoose»                          | Дэйв Стоун                      | Эми Вольфрам и Стив Борст                                                             | Джереми Бернштейн, Роб Лилли и Эмджей Сандхи                                             | 11 октября 2014  | 111         | 2.0              |
| Хлебоутки хотят сэкономить 5 минут и для этого проезжают Прудонский Треугольник. Однако, они подхватили Полтергуся и пошли к Кетте. Там они вытаскивают Полтергуся, но тот начал портить жизнь Хлебоуткам. |            |                                                     |                                 |                                                                                       |                                                                                          |                  |             |                  |
| 14 | 14         | «Ночь живых мерхлебцов» «Night of the Living Bread» | Брайан Моранте и Дэйв Стоун     | Скотт Кример и Стив Борст                                                             | Джереми Бернштейн, Адриэль Гарсия, Пез Хофман, Райан Хэтэм, Роб Лилли и Эмджей Сандхи    | 18 октября 2014  | 117         | 1.7              |
| Хлебопечник учит Хлебоуток печь хлеб, и говорит, что в хлеб надо добавлять маленькую каплю дрожжей непреодолимого желания. Пока он занят, Шлёп-Шлёп высыпает всю банку дрожжей непреодолимого желания, сделав большую порцию «Непреодолимо-желанного хлеба». Хлебоутки загружают хлеб в грузовик и раздают всем жителям Уткограда. После этого им начинает приходить много заказов этого хлеба. Хлебоутки приходят к выводу, что они превратили Ти-Миди, Кетту, Рамбамбу, Желейку, Качалу и других жителей Уткограда в зомби! |            |                                                     |                                 |                                                                                       |                                                                                          |                  |             |                  |
| 15a | 15a        | «Пиццаутки» «Pizzawinners»                          | Кен МакИнтайр                   | Билл Моц и Боб Рот                                                                    | Эндрю Дикман, Мелоди Иза и Майк Нордстром                                                | 1 ноября 2014    | 116         | 1.9              |
| У Хлебоуток появляются новые конкуренты - Пиццаутки, которые хотят устроить соревнование «Кто больше доставит заказов?». Однако Хлебоутки проигрывают. |            |                                                     |                                 |                                                                                       |                                                                                          |                  |             |                  |
| 15b | 15b        | «Вчерашний хлеб» «Yeasterday»                       | Дэйв Стоун                      | Джин Грилло                                                                           | Джереми Бернштейн, Роб Лилли и Эмджей Сандхи                                             | 1 ноября 2014    | 116         | 1.9              |
| У Хлебоуток выдался плохой день. Тогда Быдыщ решает съесть «Вчерашний Хлеб», чтобы исправить плохой день, а Шлёп-Шлёп начинает всё время попадать в неприятности. |            |                                                     |                                 |                                                                                       |                                                                                          |                  |             |                  |
| 16a | 16a        | «Космоутки» «Space Ducks»                           | Кен МакИнтайр                   | Билл Моц и Боб Рот                                                                    | Мелоди Иза и Марк Нордстром                                                              | 15 ноября 2014   | 113         | 1.9              |
| У Хлебоуток появился новый заказ, который надо доставить в космическое пространство, но для этого им надо пройди тест. |            |                                                     |                                 |                                                                                       |                                                                                          |                  |             |                  |
| 16b | 16b        | «Кеттастрофа» «Kettastrophe»                        | Дэйв Стоун                      | Джин Грилло                                                                           | Джереми Бернштейн, Роб Лилли и Эмджей Сандхи                                             | 15 ноября 2014   | 113         | 1.9              |
| Шлёп-Шлёп и Быдыщ сломали дом Кетты и приглашают её к себе в дом. Однако, Кетта начинает чинить все вещи, а это не нравится Хлебоуткам… |            |                                                     |                                 |                                                                                       |                                                                                          |                  |             |                  |
| 17a | 17a        | «Таланты Прудонии» «Pondgea's Got Talent»           | Кен МакИнтайр                   | Стив Борст и Гэри Дудлез                                                              | Эндрю Дикман, Мелоди Иза и Майк Нордстром                                                | 22 ноября 2014   | 118         | 1.7              |
| Мистер Качала организует сбор талантов в Прудонии. И Шлёп-Шлёп думает, что это идеальный вариант рассказать Дженни, что он её любит. |            |                                                     |                                 |                                                                                       |                                                                                          |                  |             |                  |
| 17b | 17b        | «Бешеный крот» «Raging Mole»                        | Брайан Моранте                  | Джин Грилло                                                                           | Адриэль Гарсия, Пез Хофман и Райан Хэтэм                                                 | 22 ноября 2014   | 118         | 1.7              |
| Лавакроту надоело то, что он всё время проигрывает Хлебопечнику. Хлебоутки решают помочь Лавакроту выиграть. Однако, Лавакрот запирает Хлебопечника в сундуке. |            |                                                     |                                 |                                                                                       |                                                                                          |                  |             |                  |
| 18a | 18a        | «Роборуки» «Robot Arms»                             | Дэйв Стоун                      | Билл Моц и Боб Рот                                                                    | Джереми Бернштейн, Роб Лилли и Эмджей Сандхи                                             | 12 апреля 2015   | 119         | н/д              |
| Быдыщ получил робо-руки, чтобы добывать хлеб гораздо быстрее. Однако, все начинают просить Быдыща сделать что-то бесполезное, а ведь он хотел робо-руки для полезной работы. |            |                                                     |                                 |                                                                                       |                                                                                          |                  |             |                  |
| 18b | 18b        | «ПиБи и Желейка» «PB & J»                           | Кен МакИнтайр                   | Билл Моц и Боб Рот                                                                    | Эндрю Дикман, Роберт Иза и Майк Нордстром                                                | 12 апреля 2015   | 119         | н/д              |
| Хлебоутки заводят нового питомца панду PB. Однако, Желейка узнает то, что он работает на других панд и хочет выгнать Хлебоуток из их дома. Она безуспешно пытается доказать это Хлебоуткам. |            |                                                     |                                 |                                                                                       |                                                                                          |                  |             |                  |
| 19a | 19a        | «Быдыщ - звезда экрана» «Big Screen Buhdeuce»       | Брайан Моранте                  | Билл Моц и Боб Рот                                                                    | Адриэль Гарсия, Пез Хофман и Райан Хэтэм                                                 | 19 апреля 2015   | 120         | н/д              |
| Режиссёру Стивену Крялбергу понравился Быдыщ, и он хочет пригласить Быдыща к себе в студию. Однако, Стивен унижает Быдыща сделав его мячом в фильме. |            |                                                     |                                 |                                                                                       |                                                                                          |                  |             |                  |
| 19b | 19b        | «Выходные у бабушки Фурфл» «Weekend at Furfle's»    | Дэйв Стоун                      | Сюжет: Джин Грилло, Кейси Бурк Леонард и Дэйв Стоун Сценарий: Джин Грилло             | Джереми Бернштейн, Роб Лилли и Эмджей Сандхи                                             | 19 апреля 2015   | 120         | н/д              |
| К миссис Фурфол хочет прийти Ти-Миди. Фурфол просит у Хлебоуток хлеб для танцев, но, после того как она съедает этот хлеб, она засыпает. В это время приходит Ти-Миди. Что же делать Хлебоуткам? |            |                                                     |                                 |                                                                                       |                                                                                          |                  |             |                  |
| 20 | 20         | «Птицы одного полёта» «Birds of a Feather»          | Кейси Бурк Леонард и Дэйы Стоун | Сюжет: Гэри Дудлез, Стив Борст, Билл Моц и Боб Рот Сценарий: Гэри Дудлез и Стив Борст | Джереми Бернштейн, Адриэль Гарсия, Пез Хофман, Роб Лилли, Брайан Моранте и Эмджей Сандхи | 26 апреля 2015   | 114         | 1.09             |
| За Хлебоутками в Хлебошахтах гонится монстр. Они прячутся в пещере из хлеба и вспоминают историю, когда Быдыщ стал хлебоуткой. |            |                                                     |                                 |                                                                                       |                                                                                          |                  |             |                  |

### Второй сезон (2015—2016)
| № общий | № в сезоне | Название                                                               | Режиссёр                    | Автор сценария             | Раскадровка                                                                         | Премьера в США                         | Произв. код | Зрители US (млн) |
| --- | ---------- | ---------------------------------------------------------------------- | --------------------------- | -------------------------- | ----------------------------------------------------------------------------------- | -------------------------------------- | ----------- | ---------------- |
| 21a | 1a         | «Няньки: Воспитание Трёх Булочек» «Adventures in Big Baby Bun Sitting» | Брайан Моранте              | Билл Моц и Боб Рот         | Адриэль Гарсия, Пез Хофман и Райан Хэтэм                                            | 5 апреля 2015                          | 201         | 1.13             |
| Мама и Папа Монстры принесли к Хлебоуткам Три Булочки, чтобы они с ним понянчились и сказав, что если что-то с ним случиться, то они - их обед. Однако, Три Булочки превратился в подростка и стал "Триппа Би". Он сбегает из дома и связывается с Гуси-байкерами. Однако, Гуси-байкеры подставляют его и Триппа Би словила Рамбамбу… |            |                                                                        |                             |                            |                                                                                     |                                        |             |                  |
| 21b | 1b         | «Крошкоголовые» «Crumbskull»                                           | Кен МакИнтайр               | Джин Грилло                | Эндрю Дикман, Мелоди Иза и Майк Нордстром                                           | 5 апреля 2015                          | 201         | 1.13             |
| Кетта спасла Хлебоуток в 700-й раз. За это Хлебоутки решили пригласить её на пикник. Однако, вместо «Двойного Шоколадного Веселого», она съела «Тройной Шоколадный Дурацкий Хлеб», от которого тупеешь. Шлёп-Шлёп и Быдыщ безуспешно пытаются снова сделать её умной.                                                                 |            |                                                                        |                             |                            |                                                                                     |                                        |             |                  |
| 22a | 2a         | «Клуб волосатой груди» «Chest Hair Club»                               | Брайан Моранте              | Стив Борст                 | Адриэль Гарсия, Стивен Герцег и Райан Хэтэм                                         | 10 мая 2015                            | 204         | 0.97             |
| Шлёп-Шлёп вырастил волосы на груди, и он пошел в клуб "Волосатой Прудонии". В итоге Шлёп-Шлёп бросает Быдыща, не обращая на него внимания. |            |                                                                        |                             |                            |                                                                                     |                                        |             |                  |
| 22b | 2b         | «Братский загул» «Bros' Night Out»                                     | Кен МакИнтайр               | Брэйди Клостерман          | Эндрю Дикман, Майк Нордстром и Рэймонд Сантос                                       | 10 мая 2015                            | 204         | 0.97             |
| Тимиди наконец устал от "своей мамы", и тогда Шлёп-Шлёп и Быдыщ предлагают ему усторить Братский Загул. Тимиди, долго колебаясь, наконец соглашается. Однако вскоре он вконец крякается! |            |                                                                        |                             |                            |                                                                                     |                                        |             |                  |
| 23a | 3a         | «Плохой до утиных костей» «Bad to the Duck Bone»                       | Дэйв Стоун                  | Джин Грилло                | Джереми Бернштейн, Роб Лилли и ЭмДжей Сандхи                                        | 17 мая 2015                            | 202         | 1.15             |
| Шлёп-Шлёп понимает, что Дженни Кряклз любит плохих парней. И Шлёп-Шлёп хочет стать плохим, а для этого он ест «Чёрный Ломоть», который делает из него плохого парня, что не нравится Быдыщу. Однако, он начинает есть много «Чёрного ломтя» из-за чего он превращается в очень злого змея.                                            |            |                                                                        |                             |                            |                                                                                     |                                        |             |                  |
| 23b | 3b         | «Утки-родео» «Rodeo Ducks»                                             | Кен МакИнтайр               | Билл Моц и Боб Рот         | Эндрю Дикман, Мелоди Иза и Майк Нордстром                                           | 17 мая 2015                            | 202         | 1.15             |
| Хлебоутки решили принять участие в Родео, где скачут на лягушках, но, оказалось, не на всех, а только на бычьих! К тому же, Шлёп-Шлёп становится клоуном из-за того, что не справился с пробным раундом, а Быдыщ - наоборот, справляется и становится полноправным участником!                                                        |            |                                                                        |                             |                            |                                                                                     |                                        |             |                  |
| 24a | 4a         | «Утки-винкинги» «Viking Ducks»                                         | Дэйв Стоун                  | Джин Грилло                | Джереми Бернштейн, Роб Лилли и Генрикью Джардим                                     | 24 мая 2015                            | 205         | 1.11             |
| Хлебоуток нанимает Унский после того, как Кетта настаивает, чтобы они получили настоящую работу. |            |                                                                        |                             |                            |                                                                                     |                                        |             |                  |
| 24b | 4b         | «Деньрожденный хлеб» «Birthday Bread»                                  | Кен МакИнтайр               | Билл Моц и Боб Рот         | Эндрю Дикман, Майк Нордстром и Рэймонд Сантос                                       | 24 мая 2015                            | 205         | 1.11             |
| Быдыщ хочет День Рождения и из-за этого грустит. Шлёп-Шлёп показывает Быдыщу Денрожденный хлеб и его способности устраивания дня рождения, но Быдыщ слишком много использует хлеб и из-за этого стареет. |            |                                                                        |                             |                            |                                                                                     |                                        |             |                  |
| 25a | 5a         | «Волкоголовый хлеб» «Wolf Head Bread»                                  | Дэйв Стоун                  | Стив Борст                 | Генрикью Джардим, Роб Лилли и Стан Руиз                                             | 25 октября 2015                        | 209         | 1.46             |
| Хлебоутки прилетают к Тимиди и узнают о стене зерновой славы (там находятся самые редкие батоны), и они пытаются попасть на неё. Хлебоутки вызывают Хлебопечника и тот рассказывает им о самом редком батоне во всём мире — Волкоголовом хлебе.                                                                                       |            |                                                                        |                             |                            |                                                                                     |                                        |             |                  |
| 25b | 5b         | «Рок и рык» «Rock N' Roar»                                             | Брайан Моранте              | Брэйди Клостерман          | Адриэль Гарсия, Стивен Герцег и Райан Хэтэм                                         | 25 октября 2015                        | 209         | 1.46             |
| Шлёп-Шлёп помогают своему кумиру, Лайонелу Мусорщику, вернуть его карьеру в нужное русло. |            |                                                                        |                             |                            |                                                                                     |                                        |             |                  |
| 26a | 6a         | «Киноутки» «Movie Ducks»                                               | Брайан Моранте              | Билл Моц и Боб Рот         | Адриэль Гарсия, Стивен Герцег и Райан Хэтэм                                         | 1 ноября 2015                          | 206         | 1.22             |
| Стивен Крялберг просит Шлёп-Шлёпа и Быдыща сняться в его следующем фильме, но режиссер не такой, каким кажется. |            |                                                                        |                             |                            |                                                                                     |                                        |             |                  |
| 26b | 6b         | «Не кормите уткозавров» «Don't Feed the Duckosaurs»                    | Дэйв Стоун                  | Джин Грилло                | Генрикью Джардим, Роб Лилли и Брайан Ньютон                                         | 1 ноября 2015                          | 206         | 1.22             |
| После того, как Кетта предупреждает Хлебоуток о утокозаврах и о том, что они не кормят их, птеродактиль похищает их туда, где живут утокозавры. |            |                                                                        |                             |                            |                                                                                     |                                        |             |                  |
| 27a | 7a         | «Гнев Пицце-Лорда» «Wrath of the Pizza Lord»                           | Дэйв Стоун                  | Билл Моц и Боб Рот         | Джереми Бернштейн, Генрикью Джардим, Роб Лилли и ЭмДжей Сандхи                      | 8 ноября 2015                          | 203         | 1.11             |
| Хлебоутки понимают, что Пиццеуточки работают на Пиццелорда и у них нет выхода. Поэтому они решают помочь Пиццеуточкам доставить всю пиццу, иначе Пиццелорд может их съесть. |            |                                                                        |                             |                            |                                                                                     |                                        |             |                  |
| 27b | 7b         | «Микроутки» «Shrunken Ducks»                                           | Брайан Моранте              | Джин Грилло                | Адриэль Гарсия, Стивен Герцег и Райан Хэтэм                                         | 8 ноября 2015                          | 203         | 1.11             |
| Шлёп-Шлёп и Быдыщ едят термоусадочный хлеб, пытаясь избежать ареста Рамбамбу. |            |                                                                        |                             |                            |                                                                                     |                                        |             |                  |
| 28a | 8a         | «Мусорный Бандит» «Trash Bandit»                                       | Кен МакИнтайр               | Джин Грилло                | Эндрю Дикман, Майк Нордстром и Рэймонд Сантос                                       | 15 ноября 2015                         | 207         | 0.97             |
| Из-за готовки начос у Хлебоуток скапливается много мусора. Выкинув его, они привлекают енота, который называет себя Мусорным бандитом. Он заставляет Хлебоуток отдавать ему мусор, но Шлеп-Шлеп отказывается. |            |                                                                        |                             |                            |                                                                                     |                                        |             |                  |
| 28b | 8b         | «Ешьте у Качалы» «Eat at Pumpers»                                      | Брайан Моранте              | Билл Моц и Боб Рот         | Адриэль Гарсия, Стивен Герцег и Райан Хэтэм                                         | 15 ноября 2015                         | 207         | 0.97             |
| Из-за жадности Качалы у него совершенно нет посетителей. Хлебоутки решают ему помочь, сняв рекламу для завлечения клиентов. |            |                                                                        |                             |                            |                                                                                     |                                        |             |                  |
| 29 | 9          | «Кряждественнская история» «A Crustmas Story»                          | Брайан Моранте и Дэйв Стоун | Джин Грилло                | Адриэль Гарсия, Стивен Герцег, Генрикью Джардим, Райан Хэтэм, Роб Лилли и Стан Руиз | 11 декабря 2015                        | 215         | 1.26             |
| Шлёп-Шлёп и Быдыщ с нетерпения ждут праздник Кряждества, но по телевизору сказано, что будет метель по Утко-граду. Тогда они решают почитать книжку с кряждественнскими историями, пока Санты нет. |            |                                                                        |                             |                            |                                                                                     |                                        |             |                  |
| 30a | 10a        | «Пернатая коллекция» «Flock Collecting»                                | Дэйв Стоун                  | Билл Моц и Боб Рот         | Эндрю Дикман, Майк Нордстром и Рэймонд Сантос                                       | 25 апреля 2016                         | 208         | 0.12             |
| Шлёп-Шлёп и Быдыщ были похищены инопланетянами, но похищение происходит не так, как планировалось изначально. |            |                                                                        |                             |                            |                                                                                     |                                        |             |                  |
| 30b | 10b        | «Прощай, попа» «Bye Bye Booty»                                         | Кен МакИнтайр               | Кевин Арриета и Стив Борст | Генрикью Джардим, Роб Лилли и Стан Руиз                                             | 18 апреля 2016                         | 208         | 0.19             |
| Быдыщ выбешивает свою попу из-за постоянных булкодыщей и та уходит. Что же делать Быдыщу? Ведь он не сможет прожить без своих булок! |            |                                                                        |                             |                            |                                                                                     |                                        |             |                  |
| 31a | 11a        | «Хлебфут» «Bread Foot»                                                 | Дэйв Стоун                  | Билл Моц и Боб Рот         | Генрикью Джардим, Роб Лилли и Стан Руиз                                             | 2 мая 2016                             | 211         | 0.13             |
| Шлёп-Шлёпа ошибочно принимают за легендарного Хлеб-фута. |            |                                                                        |                             |                            |                                                                                     |                                        |             |                  |
| 31b | 11b        | «Моя прекрасная лягушка» «My Fair Frog»                                | Кен МакИнтайр               | Джин Грилло                | Эндрю Дикман, Майк Нордстром и Рэймонд Сантос                                       | 1 августа 2016                         | 211         | н/д              |
| Когда Ти-Миди оскорбляет Желейку, парни приглашают ее на эксклюзивное шоу лягушек в Уткограде, чтобы доказать, что она лучшая лягушка во всем мире. |            |                                                                        |                             |                            |                                                                                     |                                        |             |                  |
| 32a | 12a        | «Робатоня» «Roboloafie»                                                | Кен МакИнтайр               | Брэйди Клостерман          | Эндрю Дикман, Майк Нордстром и Рэймонд Сантос                                       | 9 мая 2016                             | 213         | н/д              |
| Утки встречают Батоню и Рамбамбу, но нечаянно проливают кофе на Батоню. В итоге Кетта сделала его роботом-полицейским, но тот начинает сажать всех подряд и наши герои думают, как его остановить. |            |                                                                        |                             |                            |                                                                                     |                                        |             |                  |
| 32b | 12b        | «Ужасное прыщешествие» «Bad Zituation»                                 | Брайан Моранте              | Билл Моц и Боб Рот         | Адриэль Гарсия, Стивен Герцег и Райан Хэтэм                                         | 1 августа 2016                         | 213         | н/д              |
| Когда у Шлёп-Шлёпа появляется прыщ, который, по его мнению, заставляет его выглядеть ужасно, он убегает на Остров монстров. |            |                                                                        |                             |                            |                                                                                     |                                        |             |                  |
| 33a | 13a        | «Чих дня» «Sneeze The Day»                                             | Кен МакИнтайр               | Джин Грилло                | Эндрю Дикман, Майк Нордстром и Рэймонд Сантос                                       | 23 мая 2016                            | 210         | н/д              |
| Быдыщ простужается, а затем и заражает Хлебопечника, что заставляет его магию выходить из строя. |            |                                                                        |                             |                            |                                                                                     |                                        |             |                  |
| 33b | 13b        | «Утки - зубные феи» «=Tooth Fairy Ducks»                               | Брайан Моранте              | Билл Моц и Боб Рот         | Адриэль Гарсия, Стивен Герцег и Райан Хэтэм                                         | 26 июля 2016 (онлайн) 12 сентября 2016 | 210         | н/д              |
| У Быдыща выпадает зуб. Шлёп-Шлёп советует другу положить зуб под подушку, чтобы Зубная Фея заменила его золотой монетой. Но из-за неосторожности Хлебоуток у Феи ломается крыло, и они решают заменить её. |            |                                                                        |                             |                            |                                                                                     |                                        |             |                  |
| 34a | 14a        | «Пижамная вечеринка ужасов» «Slumber Party of Horror»                  | Дэйв Стоун                  | Джин Грилло                | Генрикью Джардим, Роб Лилли и Стан Руиз                                             | 16 мая 2016                            | 214         | н/д              |
| Хлебоутки отправляются к ТиМиди доставлять Световой хлеб, но доставка превращается в пижамную вечеринку.И там они встречают Одноглазое пугало-пижамного маньяка (Пугало выглядит как Джейсон Вурхиз из фильма Пятница, 13-е) |            |                                                                        |                             |                            |                                                                                     |                                        |             |                  |
| 34b | 14b        | «На кряк в будущее» «Quack to the Future»                              | Кен МакИнтайр               | Стив Борст                 | Эндрю Дикман, Майк Нордстром и Рэймонд Сантос                                       | 8 августа 2016                         | 214         | н/д              |
| Шлёп-Шлёп наконец набрался храбрости, чтобы пригласить Дженни на свидание с небольшой помощью его будущего. |            |                                                                        |                             |                            |                                                                                     |                                        |             |                  |
| 35a | 15a        | «Зерновой день» «Graining Day»                                         | Дэйв Стоун                  | Стив Борст                 | Генрикью Джардим, Роб Лилли и Стан Руиз                                             | 6 июня 2016                            | 217         | н/д              |
| Пока Шлёп-Шлёп обучает Быдыща выживать после нападений монстров, они натыкаются на таинственного старую хлебоутку в хлебных приисках. |            |                                                                        |                             |                            |                                                                                     |                                        |             |                  |
| 35b | 15b        | «Хлебохищник» «Breadator»                                              | Кен МакИнтайр               | Марк Палмер                | Эндрю Дикман, Майк Нордстром и Рэймонд Сантос                                       | 18 июля 2016                           | 217         | н/д              |
| Исследуя странную новую пещеру в хлебных приисках, ребята натыкаются на существо, которое охотится на Хлебоуток ради спорта. |            |                                                                        |                             |                            |                                                                                     |                                        |             |                  |
| 36a | 16a        | «Двойной Быдыщ» «Buhdouble Trouble»                                    | Брайан Моранте              | Джин Грилло                | Адриэль Гарсия, Стивен Герцег и Райан Хэтэм                                         | 13 июня 2016                           | 219         | н/д              |
| Шлёп-Шлёпу так нравится его киска, что он хотел бы, чтобы его было больше. Итак, Быдыщ ест клонированный хлеб, создавая не совсем точные копии самого себя. |            |                                                                        |                             |                            |                                                                                     |                                        |             |                  |
| 36b | 16b        | «Невезучие утки» «Unlucky Duckies»                                     | Кен МакИнтайр               | Брэйди Клостерман          | Эндрю Дикман, Майк Нордстром и Рэймонд Сантос                                       | 15 августа 2016                        | 219         | н/д              |
| SwaySway обнаруживает буханку Горшка с золотым хлебом и получает проклятие от угрюмого Бездельника Хлебрикона. |            |                                                                        |                             |                            |                                                                                     |                                        |             |                  |
| 37a | 17a        | «Хлебоутка на замену» «Substitute Breadwinner»                         | Дэйв Стоун                  | Джин Грилло                | Генрикью Джардим, Роб Лилли и Стан Руиз                                             | 4 июля 2016                            | 212         | н/д              |
| Когда Шлёп-Шлёп получает серьезную травму ягодиц, Кетта заменяет его. |            |                                                                        |                             |                            |                                                                                     |                                        |             |                  |
| 37b | 17b        | «Талони Балони» «Taloney Baloney»                                      | Брайан Моранте              | Билл Моц и Боб Рот         | Адриэль Гарсия, Стивен Герцег и Райан Хэтэм                                         | 8 августа 2016                         | 212         | н/д              |
| Команда хлебоуток узнаёт что Ти Миди является главным героем их любимого попочного шоу. И они рассказывают всем. Поэтому Унский похищает ребят и они начинают разыгрывать уйму серий из Талони Балони. А если викингу станет скучно, то всем кряк!                                                                                    |            |                                                                        |                             |                            |                                                                                     |                                        |             |                  |
| 38a | 18a        | «РамБамКто?» «Rambamwho?»                                              | Дэйв Стоун                  | Джин Грилло                | Генрикью Джардим, Роб Лилли и Стан Руиз                                             | 20 июня 2016                           | 218         | н/д              |
| "Благодаря" Хлебоуткам Рамбамбу теряет память. Шлёп-Шлёп и Быдыщ решают, что пора шефу полиции изменить свою личность. |            |                                                                        |                             |                            |                                                                                     |                                        |             |                  |
| 38b | 18b        | «Кошмар на улице болотной кочки» «Nightmare on Swamp Pad Lane»         | Брайан Моранте              | Брэйди Клосетрман          | Адриэль Гарсия, Стивен Герцег и Райан Хэтэм                                         | 15 августа 2016                        | 218         | н/д              |
| Чтобы остановить повторяющийся кошмар Быдыща, Шлёп-Шлёпа съедает буханку хлеба, которая позволяет ему войти в мир грез Быдыща. |            |                                                                        |                             |                            |                                                                                     |                                        |             |                  |
| 39a | 19a        | «Принцесса-лягушка» «The Princess Frog Bride»                          | Кен МакИнтайр               | Брэйди Клостерман          | Эндрю Дикман, Майк Нордстром и Рэймонд Сантос                                       | 27 июня 2016                           | 216         | н/д              |
| Когда Желейку принимают за принцессу, ребятам приходится спасать ее из лап Великого Унского. |            |                                                                        |                             |                            |                                                                                     |                                        |             |                  |
| 39b | 19b        | «Супер-Утка против Могучего Хлеба» «Super Duck vs. Muscle Bread»       | Брайан Моранте              | Марк Палмер                | Адриэль Гарсия, Стивен Герцег и Райан Хэтэм                                         | 11 июля 2016                           | 216         | н/д              |
| Шлёп-Шлёп поднялись на уровень уток-супергероев, чтобы выяснить, какой из их любимых героев комиксов сильнее. |            |                                                                        |                             |                            |                                                                                     |                                        |             |                  |
| 40a | 20a        | «Большой Белый Акулий Хлеб» «Great White Shark Bread»                  | Кен МакИнтайр               | Марк Палмер                | Эндрю Дикман, Майк Нордстром и Рэймонд Сантос                                       | 22 августа 2016                        | 220         | н/д              |
| Шлёп-Шлёп отправляются к Великому пруду, когда приказ старого капитана дальнего плавания «Большого Белого Акульего Хлеба» превращается в эпический квест. |            |                                                                        |                             |                            |                                                                                     |                                        |             |                  |
| 40b | 20b        | «Странный Пальцевый Хлеб» «Freaky Finger Bread»                        | Дэйв Стоун                  | Стив Борст                 | Генрикью Джардим, Роб Лилли и Стан Руиз                                             | 22 августа 2016                        | 220         | н/д              |
| Быдыщ дарит Шлёп-Шлёпу на день рождения розовую буханку Странного Пальцевого хлеба. Шлёп-Шлёпу не нравится подарок, но ради лучшего друга он решает оставить его. |            |                                                                        |                             |                            |                                                                                     |                                        |             |                  |

## Трансляция
Премьера сериала состоялась 17 февраля 2014 года на телеканале Nickelodeon, а через 5 дней последовала регулярная трансляция. Годом ранее он был заказан для первого сезона из 20 серий. Его оригинальная трансляция собрала около 2,8 миллиона зрителей, заняв 81-е место из 100 лучших кабельных шоу для взрослых в возрасте от 18 до 49 лет. Месяц спустя в пресс-релизе сеть объявила, что шоу стало самым популярным шоу для детей от двух до одиннадцати лет, в среднем 1,7 миллиона зрителей, а рейтинг Nielsen — 5,3. Второй сезон, также состоящий из 20 серий, был анонсирован в мае 2014 года.
В Канаде премьера сериала состоялась 2 июля 2014 года на канале YTV. В Великобритании и Ирландии Nicktoons начал его транслировать 22 сентября 2014 года. В Австралии Nickelodeon представил сериал 1 ноября 2014 года.

## Критика
Эмили Эшби из Common Sense Media оценила использование туалетного юмора как сомнительное, при этом отдавая должное силе дружбы главных героев. Ей нравились каламбуры, связанные с хлебом, иногда произносимые персонажами, но признавала, что «они вряд ли вызовут то же веселье с детьми». Автор New York Daily News Дэвид Хинкли связал её стиль юмора как соблазнительный с его целевая демографическая. В конечном итоге он заявил, что в нём «есть несколько шуток для взрослых, особенно каламбур, связанных с хлебом, но он нацелен в основном на молодёжь».
Написав для Los Angeles Times, Роберт Ллойд нашел его визуальный стиль странно приятным и определил множество потенциальных источников влияния и ссылок. Хотя он считал юмор «громким и часто грубым», конечный результат был «в основном гениальным». Тори Мишель из About.com назвала использование смешанной техники интересным, но вызывающим головную боль у родителей. Хотя она назвала концепцию и персонажей «определенно оригинальными», она подчеркнула, что их грубый юмор может потребовать от некоторых родителей полностью избегать его. Том Конрой из журнала Media Life плохо написал о шоу, посчитав его несмешным во всем. Он определил его «шумное и жестокое» содержание как слишком много для маленьких детей, а также как «слишком глупо для больших детей».

## Актёры озвучивания
- Робби Дэймонд — Шлёп-Шлёп, дополнительные роли
- Эрик Бауза — Быдыщ, дополнительные роли
- Александер Полински — Желейка, дополнительные роли
- Кэри Уолгрен — Кетта, дополнительные роли
- Фред Таташор — Хлебопечник, дополнительные роли
- С. Скотт Буллок — Ти-Миди
- Одри Василевски — Рамбамбу
- Нолан Норт — Великий Унский
- Майкл-Леон Вули — Мистер Качала
- Кри Саммер — Миссис Фурфл, Мама Шлёп-Шлёпа
- Тара Стронг — Зуна
- Кэнди Майло — Рони, дополнительные роли
- Джон Димаджио — Лавокрот
- Роджер Крейг Смит — Кеннет (Попа Быдыща), Могучий Хлеб
- Тревор Девалл — Мусорный бандит, Суперутка, Папа Унского
- Минди Стерлинг — Мама Быдыща
- Том Кенни — Папа Шлёп-Шлёпа, Пра-пра-пра-пра до бесконечности прадедушка Шлёп-Шлёпа
- Джон Кассир — Туалетный монстр, Глупый монстр
- Элиза Шнайдер — Зубная фея
- Питер Джайлс — Мусорщик
- Мэттью В. Тейлор — Пиццелорд
- Гэри Дудлез — Монстр из эпизода «Рамбамкто?»

### Комментарии
1. ↑  Эпизод впервые вышел 9 февраля 2015 года в Германии и Польше.[24]